# Tour de Burgos 2014
La 36e édition du Tour de Burgos a eu lieu du 13 au 17 août 2014. L'épreuve fait partie de l'UCI Europe Tour, dans la catégorie 2.HC.

## Présentation

### Parcours
Le parcours présente deux étapes accidentées, une étape de montagne, une étape de plaine et une contre-la-montre. Ce parcours favorise plutôt les grimpeurs et les baroudeurs. Les sprinteurs et rouleurs joueront la victoire d'étape.[réf. souhaitée]

### Équipes
Classé en catégorie 2.HC de l'UCI Europe Tour, le Tour de Burgos est par conséquent ouvert aux UCI ProTeams dans la limite de 70 % des équipes participantes, aux équipes continentales professionnelles et aux équipes continentales espagnoles.
| UCI ProTeams     | UCI ProTeams | UCI ProTeams |
| Nom de l'équipe  | Pays         | Code         |
| ---------------- | ------------ | ------------ |
| AG2R La Mondiale | France       | ALM          |
| Astana           | Kazakhstan   | AST          |
| Giant-Shimano    | Pays-Bas     | GIA          |
| Movistar         | Espagne      | MOV          |
| Katusha          | Russie       | KAT          |

| Équipes continentales professionnelles | Équipes continentales professionnelles | Équipes continentales professionnelles |
| Nom de l'équipe                        | Pays                                   | Code                                   |
| -------------------------------------- | -------------------------------------- | -------------------------------------- |
| Caja Rural-Seguros RGA                 | Espagne                                | CJR                                    |
| IAM                                    | Suisse                                 | SUI                                    |
| MTN-Qhubeka                            | Afrique du Sud                         | MTN                                    |
| Neri Sottoli                           | Italie                                 | NER                                    |
| RusVelo                                | Russie                                 | RVL                                    |

| Équipes continentales | Équipes continentales | Équipes continentales |
| Nom de l'équipe       | Pays                  | Code                  |
| --------------------- | --------------------- | --------------------- |
| Burgos-BH             |                       | BUR                   |
| Euskadi               |                       | EUK                   |

### Favoris
Un duel est annoncé entre le tenant du titre et vainqueur du Giro Nairo Quintana et le vainqueur de l'édition 2012 Daniel Moreno.

## Étapes
| Étape     | Date    | Villes étapes                               |                             | Distance (km) | Vainqueur d’étape   | Leader du classement général |
| --------- | ------- | ------------------------------------------- | --------------------------- | ------------- | ------------------- | ---------------------------- |
| 1re étape | 13 août | Burgos - Burgos                             | Étape vallonnée             | 143           | Juan José Lobato    | Juan José Lobato             |
| 2e étape  | 14 août | Briviesca - Villadiego                      | Étape vallonnée             | 152           | Matteo Pelucchi     | Juan José Lobato             |
| 3e étape  | 15 août | Comunero de Revenga (es) - Lagunas de Neila | Étape de montagne           | 170           | Nairo Quintana      | Nairo Quintana               |
| 4e étape  | 16 août | Medina de Pomar - Villarcayo                | Étape de plaine             | 142           | Lloyd Mondory       | Daniel Moreno                |
| 5e étape  | 17 août | Aranda de Duero - Aranda de Duero           | Contre-la-montre individuel | 12.4          | Aleksejs Saramotins | Nairo Quintana               |

## Déroulement de la course

### 1reétape
| Classement de l'étape | Classement de l'étape | Classement de l'étape | Classement de l'étape | Classement de l'étape |
|                       | Coureur               | Pays                  | Équipe                | Temps                 |
| --------------------- | --------------------- | --------------------- | --------------------- | --------------------- |
| 1er                   | Juan José Lobato      | Espagne               | Movistar              | en 3 h 29 min 37 s    |
| 2e                    | Daniel Moreno         | Espagne               | Katusha               | m.t.                  |
| 3e                    | Thomas Damuseau       | France                | Giant-Shimano         | à 3 s                 |
| 4e                    | Lloyd Mondory         | France                | AG2R La Mondiale      | à 3 s                 |
| 5e                    | Jonathan Fumeaux      | France                | IAM                   | à 3 s                 |
| 6e                    | Rinaldo Nocentini     | Italie                | AG2R La Mondiale      | à 5 s                 |
| 7e                    | Daan Olivier          | Pays-Bas              | Giant-Shimano         | à 5 s                 |
| 8e                    | Amets Txurruka        | Espagne               | Caja Rural            | à 5 s                 |
| 9e                    | Sergueï Lagoutine     | Russie                | Rusvelo               | à 5 s                 |
| 10e                   | Fredrik Kessiakoff    | Suède                 | Astana                | à 5 s                 |
| modifier              |                       |                       |                       |                       |

| Classement général | Classement général | Classement général | Classement général | Classement général |
|                    | Coureur            | Pays               | Équipe             | Temps              |
| ------------------ | ------------------ | ------------------ | ------------------ | ------------------ |
| 1er                | Juan José Lobato   | Espagne            | Movistar           | en 3 h 29 min 37 s |
| 2e                 | Daniel Moreno      | Espagne            | Katusha            | m.t.               |
| 3e                 | Thomas Damuseau    | France             | Giant-Shimano      | à 3 s              |
| 4e                 | Lloyd Mondory      | France             | AG2R La Mondiale   | à 3 s              |
| 5e                 | Jonathan Fumeaux   | Suisse             | IAM                | à 3 s              |
| 6e                 | Rinaldo Nocentini  | Italie             | AG2R La Mondiale   | à 5 s              |
| 7e                 | Daan Olivier       | Pays-Bas           | Giant-Shimano      | à 5 s              |
| 8e                 | Amets Txurruka     | Espagne            | Caja Rural         | à 5 s              |
| 9e                 | Sergueï Lagoutine  | Russie             | RusVelo            | à 5 s              |
| 10e                | Fredrik Kessiakoff | Suède              | Astana             | à 5 s              |
| modifier           |                    |                    |                    |                    |

### 2eétape
|  | Coureur | Pays | Équipe | Temps | modifier | modifier | modifier | modifier | modifier |

| Classement général | Classement général           | Classement général | Classement général | Classement général |
|                    | Coureur                      | Pays               | Équipe             | Temps              |
| ------------------ | ---------------------------- | ------------------ | ------------------ | ------------------ |
| 1er                | Leader du classement général | '                  | '                  |                    |
| modifier           |                              |                    |                    |                    |

### 3eétape
|  | Coureur | Pays | Équipe | Temps | modifier | modifier | modifier | modifier | modifier |

| Classement général | Classement général           | Classement général | Classement général | Classement général |
|                    | Coureur                      | Pays               | Équipe             | Temps              |
| ------------------ | ---------------------------- | ------------------ | ------------------ | ------------------ |
| 1er                | Leader du classement général | '                  | '                  |                    |
| modifier           |                              |                    |                    |                    |

### 4eétape
| Classement de l'étape | Classement de l'étape | Classement de l'étape | Classement de l'étape | Classement de l'étape |
|                       | Coureur               | Pays                  | Équipe                | Temps                 |
| --------------------- | --------------------- | --------------------- | --------------------- | --------------------- |
| 1er                   | Lloyd Mondory         | France                | AG2R-La Mondiale      | en 3 h 21 min 18 s    |
| 2e                    | Vicente Reynés        | Espagne               | IAM                   | 0 s                   |
| 3e                    | Sébastien Turgot      | France                | AG2R-La Mondiale      | 0 s                   |
| 4e                    | Carlos Barbero        | Espagne               | Euskadi               | 0 s                   |
| 5e                    | Valerio Agnoli        | Italie                | Astana                | 0 s                   |
| 6e                    | Thomas Damuseau       | France                | Giant-Shimano         | 0 s                   |
| modifier              |                       |                       |                       |                       |

| Classement général | Classement général | Classement général | Classement général | Classement général  |
|                    | Coureur            | Pays               | Équipe             | Temps               |
| ------------------ | ------------------ | ------------------ | ------------------ | ------------------- |
| 1er                | Daniel Moreno      | Espagne            | Astana             | en 14 h 52 min 20 s |
| 2e                 | Nairo Quintana     | Colombie           | Movistar           | m.t.                |
| 3e                 | David Arroyo       | Espagne            | Caja Rural         | à 37 s              |
| 4e                 | Janez Brajkovič    | Slovénie           | Astana             | à 46 s              |
| 5e                 | Valerio Agnoli     | Italie             | Astana             | à 49 s              |
| modifier           |                    |                    |                    |                     |

### 5eétape
| Classement de l'étape | Classement de l'étape | Classement de l'étape | Classement de l'étape | Classement de l'étape |
|                       | Coureur               | Pays                  | Équipe                | Temps                 |
| --------------------- | --------------------- | --------------------- | --------------------- | --------------------- |
| 1er                   | Aleksejs Saramotins   | Lettonie              | IAM                   | en 14 min 48 s        |
| 2e                    | Nairo Quintana        | Colombie              | Movistar              | à 1 s                 |
| 3e                    | Imanol Erviti         | Espagne               | Movistar              | à 2 s                 |
| 4e                    | Chad Haga             | États-Unis            | Giant-Shimano         | à 3 s                 |
| 5e                    | Daniel Moreno         | Espagne               | Katusha               | à 4 s                 |
| modifier              |                       |                       |                       |                       |

| Classement général | Classement général | Classement général | Classement général       | Classement général  |
|                    | Coureur            | Pays               | Équipe                   | Temps               |
| ------------------ | ------------------ | ------------------ | ------------------------ | ------------------- |
| 1er                | Nairo Quintana     | Colombie           | Movistar                 | en 15 h 07 min 09 s |
| 2e                 | Daniel Moreno      | Espagne            | Katusha                  | à 3 s               |
| 3e                 | Janez Brajkovič    | Slovénie           | Astana                   | à 55 s              |
| 4e                 | Matteo Rabottini   | Italie             | Neri Sottoli-Yellow Fluo | à 1 min 32 s        |
| 5e                 | Sergio Pardilla    | Espagne            | MTN-Qhubeka              | à 1 min 35 s        |
| modifier           |                    |                    |                          |                     |

## Classements finals

### Classement général
| Classement général | Classement général | Classement général | Classement général       | Classement général  |
|                    | Coureur            | Pays               | Équipe                   | Temps               |
| ------------------ | ------------------ | ------------------ | ------------------------ | ------------------- |
| 1er                | Nairo Quintana     | Colombie           | Movistar                 | en 15 h 07 min 09 s |
| 2e                 | Daniel Moreno      | Espagne            | Katusha                  | à 3 s               |
| 3e                 | Janez Brajkovič    | Slovénie           | Astana                   | à 55 s              |
| 4e                 | Matteo Rabottini   | Italie             | Neri Sottoli-Yellow Fluo | à 1 min 32 s        |
| 5e                 | Sergio Pardilla    | Espagne            | MTN-Qhubeka              | à 1 min 35 s        |
| modifier           |                    |                    |                          |                     |